# Tahuunde
Tahuunde /tă΄hu-ûn΄de, mountains-extending-into-river people,/ jedna od ranih skupina Mescalero Indijanaca čija je postojbina bila na jugozapadu Teksasa, sjeverno od Rio Grande, i na sjever do u južni Novi Meksiko. 

## Vanjske poveznice
- Tahuunde Indians